# Marka
Marka fue una revista política del Perú, de publicación semanal, que se editó entre 1975 y 1979. Su orientación ideológica era de izquierda.

## Historia
Surgió en el contexto político de 1975, cuando el gobierno militar de Juan Velasco Alvarado, se hallaba ya en declive. Los que se consideraban como parte de la nueva izquierda peruana (que se diferenciaban de la considerada como tradicional), decidieron fundar una publicación que sirviera de vocero a sus ideas, y que salió a la luz en mayo de 1975. Fue la primera publicación que, desde la izquierda, tuvo discrepancias con el gobierno de Velasco, por lo que en julio del mismo año fue clausurada y su personal deportado. Poco después, en agosto, Velasco acabó siendo “relevado” tras el golpe de Estado del general Francisco Morales Bermúdez. Al principio, el nuevo gobierno se mostró más permisible con las publicaciones periódicas, y Marka volvió a circular, pero esta apertura no duraría mucho. La prensa libre (para distinguirla de la prensa confiscada o “parametrada” por el gobierno militar) volvió a sufrir de mayor intolerancia. Marka terminó siendo clausurada definitivamente a fines de 1979.
El primer número de Marka apareció el 1 de abril de 1975. Tuvo unas 120 ediciones y la última apareció a fines de 1979. Su publicación estaba a cargo de la Editora y Distribuidora Runamarka.
Su primer director fue Humberto Damonte; luego, su dirección quedó a cargo de un comité directivo conformado por Félix Arias Schreiber, Humberto Damonte, Eduardo Ferrand, Jorge Flores Lamas, Ricardo Letts Colmenares y Víctor Villanueva.
En ella colaboraron diversos analistas políticos vinculados a la izquierda peruana. A decir de Willy Pinto Gamboa, esta revista constituyó «uno de los mayores aportes de la cultura y la política contemporánea del Perú».

## Los diarios deMarka
Tras dejar de circular la revista, la misma empresa editora concibió crear en su reemplazo un diario de circulación nacional, lo que se  concretó en 1980 con la aparición de El Diario de Marka (o El Diario Marka), que se publicó hasta 1984, y que compitió en cobertura periodística y en influencia en la opinión pública con los grandes diarios capitalinos. Esta publicación fue sucedida por El Nuevo Diario, que tuvo una vida efímera (solo por unos meses en 1986). 
Y luego, usando el mismo logo y características gráficas de El Diario de Marka, entre 1987 y 1988 circuló otro periódico, El Diario, que bajo la dirección de Luis Arce Borja, se convirtió en el medio de propaganda de la organización terrorista Sendero Luminoso, a cuyo líder Abimael Guzmán, entonces en la clandestinidad, concedió una entrevista que fue publicada como una “primicia mundial”.